# Съюз на дванадесетте града
Етруските са организирани политически в градове държави. Най-големите от тях се обединяват в края на 7 век пр.н.е. в държавен съюз, наречен Съюз на дванадесетте града, който рядко е активен навън.
Към този съюз са следните градове:
- Арециум (Арецо)
- Чере (Черветери)
- Клузиум (Киузи)
- Кортона
- Перузиа (Перуджа)
- Руселе (Роселе (Тоскана)
- Турчуна, Тарквинии (Тарквиния)
- Веии, Вейи
- Ветулония
- Волатера (Волтера)
- Волсинии при Орвието
- Вулци

След разрушаването на Вейи влиза Популония.
Подобни съюзи има и в другите етруски населени места в равнината на р. По, (Паданската равнина) и в Кампания.
Важни етруски градове в Равнината на По са:
- Фелзина (Болоня)
- Ариминум (Римини)
- Мантуа
- Мутина (Модена)
- Парма
- Плацентия (Пиаченца)
- Равена

Важни етруски градове в Кампания са:
- Капуа
- Ацерае (Ачера)
- Нола
- Херкуланеум‎ (Еркулано)
- Помпей
- Сорентум (Соренто)